# Autostrada A79 (Franța)
Autostrada A79, sau A79, supranumită La Bourbonnaise, este o autostradă franceză care leagă Montmarault (Allier) de Digoin (Saône-et-Loire). Având o lungime de 92 km, face parte din traseul Route Centre-Europe Atlantique (RCEA), constituind segmentul său central, și din Drumul european E62. A fost pusă în funcțiune pe 4 noiembrie 2022 și inaugurată pe 14 noiembrie.
Traversând departamentul Allier de la vest la est, această autostradă înlocuiește drumul național 79. Ea este concesionată companiei APRR (pe primii patru kilometri ai traseului său, la plecarea din Montmarault) și ALIAE (Autoroute de liaison Atlantique Europe) pe restul parcursului.
Este prima autostradă din Franța echipată cu sisteme de taxare în flux liber, bazate pe o semnalizare specială, care a generat numeroase critici din partea utilizatorilor din cauza întârzierilor la plata taxelor.

## Istoric

### Accelerarea transformării RCEA în drum cu 2 × 2 benzi
Organizarea unei dezbateri publice privind accelerarea transformării RCEA într-un drum cu 2 × 2 benzi între Montmarault, pe de o parte, și Mâcon (pe RN 79) și Chalon-sur-Saône (pe RN 70 și 80), pe de altă parte, a fost decisă de Comisia națională de dezbatere publică pe 7 aprilie 2010, având în vedere „importanța națională a proiectului”, „impactul acestuia asupra dezvoltării economice a regiunii” și „modificările statutului infrastructurii vizate”.
Concesionarea RCEA ar fi permis finalizarea amenajării la 2 × 2 benzi până în 2017, în timp ce o finanțare exclusiv din fonduri publice ar fi necesitat mai multe decenii, dar cu constrângerea introducerii unei taxe de autostradă în prima variantă. Dezbaterea publică s-a desfășurat între 4 noiembrie 2010 și 4 februarie 2011, mobilizând sute de participanți. În 2020, doar o treime din traseu era amenajată la 2 × 2 benzi.
Pe 24 iunie 2011, decizia ministerială care a urmat acestei dezbateri publice a fost publicată și a condus la concesionarea autostrăzii.

### Declarația de utilitate publică din 2017
Proiectul a fost declarat de utilitate publică prin Decretul nr. 2017-579 din 20 aprilie 2017. Acest decret este cel care, la finalizarea lucrărilor, va conferi statutul de autostradă acestui tronson al RCEA, care va deveni A79. În urma acestei declarații, a fost inițiată o procedură de atribuire a contractului de concesiune.

### Deschiderea progresivă a tronsoanelor

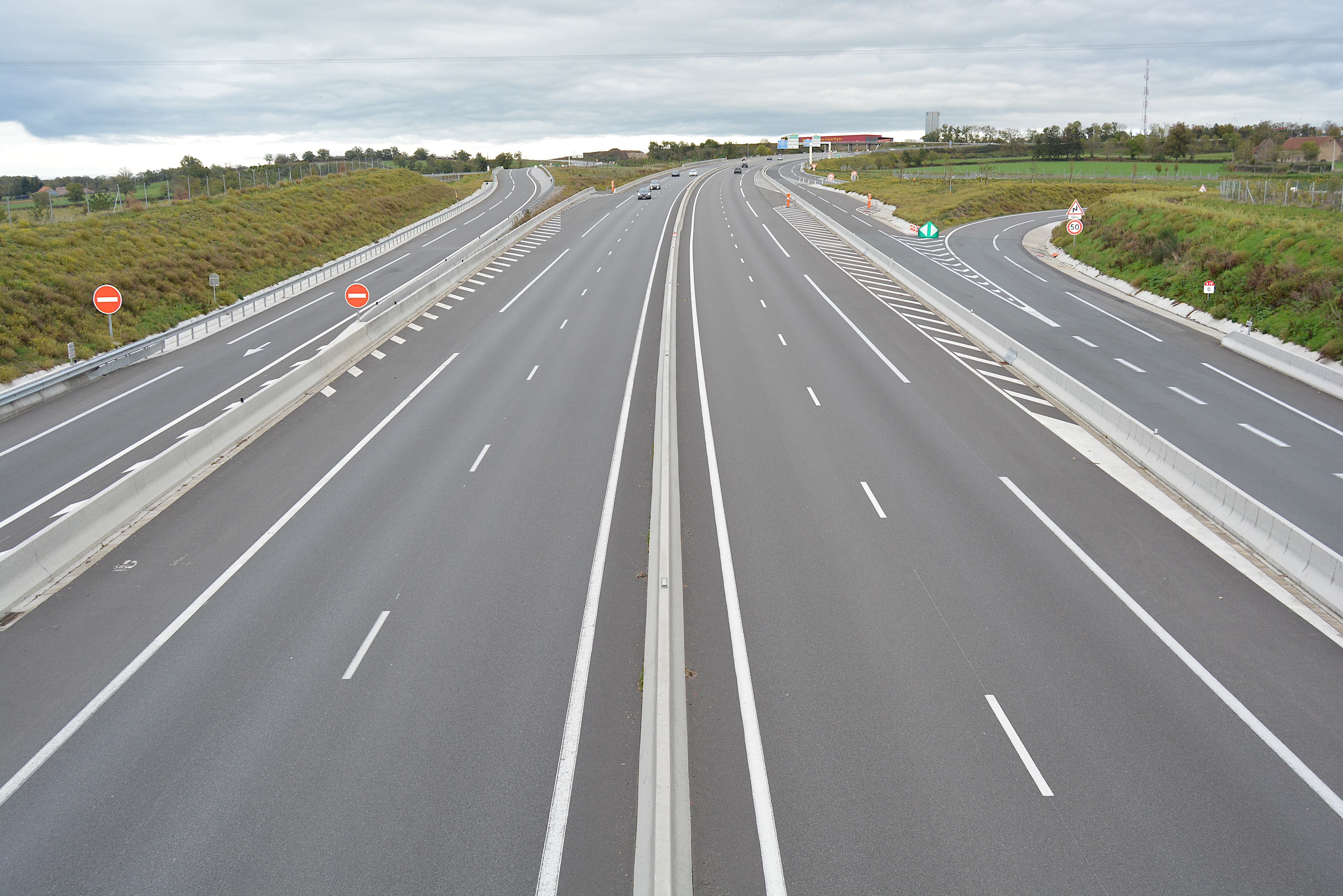
Autostrada A71 în direcția Clermont-Ferrand (în centru) și bretelele care marchează începutul A79 (ramificație spre dreapta, joncțiune spre stânga).

Pandemia de Covid-19, care a afectat economia franceză, a dus la întreruperea lucrărilor la breteaua de legătură A71-A79 (aflată sub concesiunea APRR) în timpul primului lockdown.
Pe 5 august 2021, nodul rutier dintre autostrăzile A71 și A79 a fost inaugurat în prezența mai multor personalități politice, a prefectului departamentului Allier și a unui reprezentant al companiei de autostrăzi APRR. Deschiderea acestei legături (precum și a primilor patru kilometri ai A79) a permis o conexiune directă între cele două autostrăzi. O barieră de taxare provizorie a fost instalată la câțiva kilometri după nodul rutier.
Pe 30 iunie 2022, treizeci de kilometri ai autostrăzii au fost puși în funcțiune între Montmarault și Chemilly.
Punerea în funcțiune completă a autostrăzii A79 a avut loc pe 4 noiembrie 2022.
Autostrada a fost inaugurată pe 14 noiembrie 2022 la Toulon-sur-Allier, în prezența lui Clément Beaune, ministrul Transporturilor, a lui Benoît de Ruffray, directorul general al Eiffage, și a mai multor aleși locali. Oficial, aceasta poartă numele de „La Bourbonnaise”.

## Traseu
| De la A71 până la ieșirea 32; secțiune cu taxare în sistem închis.                       |                                                                                     |         |
| Intersecție                                                                              | Nod rutier între A71 și A79: Clermont-Ferrand, Bourges; Limoges, Montluçon.         | A71     |
| A71 E11 E62                                                                              |                                                                                     |         |
| A79 E62                                                                                  |                                                                                     |         |
| Montmarault                                                                              | (intrare doar în direcția Mâcon)                                                    |         |
|                                                                                          | Limitare la 110 km/h.                                                               |         |
|                                                                                          | Punctul de taxare Deux-Chaises.                                                     |         |
| 34 - Deux-Chaises                                                                        | Oraș deservit: Deux-Chaises (nod rutier parțial).                                   |         |
| De la ieșirea 34 până la ieșirea 32; secțiune cu taxare în flux liber în sistem deschis. |                                                                                     |         |
|                                                                                          | Punct de taxare în flux liber.                                                      |         |
| 33 - Le Montet                                                                           | Orașe deservite: Le Montet, Bourbon-l'Archambault.                                  |         |
|                                                                                          | Limitare la 130 km/h.                                                               |         |
|                                                                                          | Punct de taxare în flux liber.                                                      |         |
| 32 - Cressanges                                                                          | Orașe deservite: Cressanges, Treban.                                                |         |
|                                                                                          | Zonă de odihnă: Cressanges (în ambele sensuri).                                     |         |
| De la ieșirea 32 până la ieșirea 30; secțiune gratuită concesionată.                     |                                                                                     |         |
| 31 - Chemilly                                                                            | Orașe deservite: Clermont-Ferrand, Moulins-La Madeleine, Saint-Pourçain-sur-Sioule. | RD2009  |
|                                                                                          | Pod peste Râul Allier.                                                              |         |
| Intersecție                                                                              | Nod rutier între RN7 și A79: A77 Paris, Moulins.                                    | RN7 A77 |
| 30 - Toulon-sur-Allier                                                                   | Orașe deservite: Saint-Étienne, Moulins, Roanne.                                    | RN7     |
|                                                                                          | Zonă de servicii: Le Bourbonnais (în ambele sensuri).                               |         |
| De la ieșirea 30 până la ieșirea 27; secțiune cu taxare în flux liber în sistem deschis. |                                                                                     |         |
|                                                                                          | Punct de taxare în flux liber.                                                      |         |
| 29 - Montbeugny                                                                          | Orașe deservite: Montbeugny, Yzeure.                                                |         |
|                                                                                          | Punct de taxare în flux liber.                                                      |         |
| 28 - Thiel                                                                               | Oraș deservit: Thiel-sur-Acolin (nod rutier parțial).                               |         |
| 27 - Dompierre-Ouest                                                                     | Orașe deservite: Dompierre-sur-Besbre, Chevagnes.                                   | RD779   |
| De la ieșirea 27 până la ieșirea 25; secțiune gratuită concesionată.                     |                                                                                     |         |
| 26 - Dompierre-Nord                                                                      | Orașe deservite: Dompierre-sur-Besbre-Sept-Fons, Beaulon.                           |         |
| 25- Dompierre-Est                                                                        | Orașe deservite: Dompierre-sur-Besbre, Bourbon-Lancy, Diou.                         | RD779   |
| De la ieșirea 25 până la ieșirea 23; secțiune cu taxare în flux liber în sistem deschis. |                                                                                     |         |
|                                                                                          | Zonă de odihnă: Pierrefitte-sur-Loire (în ambele sensuri).                          |         |
|                                                                                          | Punct de taxare în flux liber.                                                      |         |
| 24 - Molinet                                                                             | Orașe deservite: Vichy, Lapalisse, Digoin-La Grève.                                 | RD994   |
|                                                                                          | Punct de taxare în flux liber.                                                      |         |
|                                                                                          | Pod peste Loara.                                                                    |         |
| 23 - Digoin                                                                              | Orașe deservite: Autun, Roanne, Gueugnon, Digoin.                                   | RD982   |
| A79 E62                                                                                  |                                                                                     |         |
| RN79 E62                                                                                 |                                                                                     |         |
|                                                                                          | Limitare la 110 km/h.                                                               |         |